# 716 (numero)
Settecentosedici (716) è il numero naturale dopo il 715 e prima del 717.

## Proprietà matematiche
- È un numero pari.
- È un numero composto con 6 divisori: 1, 2, 4, 179, 358, 716. Poiché la somma dei suoi divisori (escluso il numero stesso) è 544 < 716 è un numero difettivo.
- È un numero felice.
- È un numero palindromo nel sistema di numerazione posizionale a base 17 (282).
- È un numero colombiano nel sistema numerico decimale.
- È parte delle terne pitagoriche  (537, 716, 895), (716, 32037, 32045), (716, 64080, 64084), (716, 128163, 128165).

## Astronomia
- 716 Berkeley è un asteroide della fascia principale del sistema solare.
- NGC 716 è una galassia spirale della costellazione dell'Ariete.

## Astronautica
- Cosmos 716 è un satellite artificiale russo.